# ظبوت (المهرة)

تعديل مصدري - تعديل

ظبوت هي إحدى قرى عزلة الغيظة بمديرية الغيظة التابعة لمحافظة المهرة، بلغ تعداد سكانها 2077 نسمة حسب تعداد اليمن لعام 2004.